# Pierre de Angicourt
Pierre de Angicourt, o Pedro de Angicourt, en latín Petrus de Angicuria (nacido en Angicourt o Azincourt, y activo entre 1269 y 1309) fue un arquitecto francés, al servicio de los soberanos angevinos del Reino de Sicilia, en la segunda mitad del siglo XIII, y durante unos treinta años.
Comenzó su carrera en el Reino de Sicilia como magister, obtuvo el título de miles, entró a formar parte del círculo privado de Carlos I de Anjou, tratándosele como familiares, y a partir de 1278 trabajó como Protomagister operum Curie contribuyendo a la difusión del arte gótico francés en el sur de Italia. Entre otras cosas, se le atribuye la introducción del uso de muros de escarpa y torres circulares de defensa en la renovación de los castillos angevinos del sur de Italia a finales del siglo XIII. Recibió como regalo del soberano las tierras de Montoroni y Mallani, en la Basilicata.
Entre las obras en las que está documentada su participación activa se encuentran los castillos de Lucera, de 1269 a 1282, Canosa, a partir de 1271, desde 1277 trabajó en los castillo de Bari, Barletta, Mola di Bari, Villanova di Ostuni, Brindisi, Melfi, Manfredonia y la torre de la Leonessa.
Hay dudas sobre su participación en el coro de la catedral de Barletta, en el Castel Nuovo, así como en las iglesias napolitanas de Santo Domingo, San Genaro, San Eligio y la basílica de San Lorenzo Mayor; tampoco está claro su cargo de castellano del Castel dell'Ovo en 1300

## Obras de Petrus de Angicuria y atribuidas pero sin certeza
- Castillo de Lucera
- Castillo de Canosa
- Castillo de Bari
- Castillo de Barletta, muy modificado durante la época española[5]
- El castillo de Mola di Bari, muy reformado en los siglos sucesivos
- Castillo de Villanova de Ostuni
- Castillo de Brindisi
- Castillo de Melfi
- Castillo de Manfredonia
- Torre de Leonessa
- La Catedral de Lucera, construida en 1300 sobre las ruinas de la última mezquita existente en Italia
- proyecto para el Castel Nuovo de Nápoles
- El coro de la Catedral de Barletta
- Las iglesias napolitanas de Santo Domingo, San Genaro, San Eligio y la basílica de San Lorenzo Mayor
- Reformas en los castillos de Trani, Manfrino y Lagopesole